# Šimon Šumbera
Šimon Šumbera (* 5. ledna 1991, Zlín) je český fotbalový záložník, aktuálně působící v týmu 1. SK Prostějov.

## Klubová kariéra
Svoji fotbalovou kariéru začal v TJ Pilana Zborovice, odkud v průběhu mládeže zamířil nejprve do SK Hanácká Slavia Kroměříž a poté do FC Fastav Zlín. Poté působil v FK Šardice, odkud se vrátil zpět do Zlína, kde se v roce 2009 propracoval do prvního mužstva. V klubu působil do konce ročníku 2012/13. Hál v něm také za rezervu. Po půl roce bez angažmá se poté stal hráčem FC Zbrojovka Brno. V létě 2015 zamířil do 1. SC Znojmo. Po dvou letech na jihu Moravy odešel na východ do Třince. V zimě 2019 se vrátil do Brna.

## Klubové statistiky
Aktuální k 19. května 2019
| Sezona | Klub              | Země  | Soutěž                 | Zápasy | Góly |
| ------ | ----------------- | ----- | ---------------------- | ------ | ---- |
| 11/12  | FC Tescoma Zlín   | Česko | 2. liga                | 4      | 1    |
| 13/14  | FC Zbrojovka Brno | Česko | Gambrinus liga         | 7      | 1    |
| 14/15  | FC Zbrojovka Brno | Česko | Synot liga             | 10     | 0    |
| 15/16  | 1. SC Znojmo      | Česko | Fotbalová národní liga | 25     | 8    |
| 16/17  | 1. SC Znojmo      | Česko | Fotbalová národní liga | 15     | 2    |
| 16/17  | FK Fotbal Třinec  | Česko | Fortuna národní liga   | 14     | 1    |
| 17/18  | FK Fotbal Třinec  | Česko | Fotbalová národní liga | 28     | 9    |
| 18/19  | FK Fotbal Třinec  | Česko | Fotbalová národní liga | 16     | 1    |
| 18/19  | FC Zbrojovka Brno | Česko | Fotbalová národní liga | 13     | 5    |
|        | CELKEM 1. LIGA    |       |                        | 17     | 1    |